# 帕德博恩县
帕德博恩县（Kreis Paderborn）是德国北莱茵-威斯特法伦州东部的一个县，隶属于代特莫尔德行政区，首府帕德博恩。

## 地理
帕德博恩县西面与瑟斯特县，北面与居特斯洛县和利珀县，东面与赫克斯特县，南面与上绍尔兰县相邻。